# Argenton-les-Vallées
Argenton-les-Vallées ist eine Commune déléguée in der französischen Gemeinde Argentonnay mit 1.644 Einwohnern (Stand 1. Januar 2022) im Département Deux-Sèvres in der damaligen Region Nouvelle-Aquitaine (bis 2016: Poitou-Charentes).

## Lage
Der kleine Ort liegt am Fluss Argenton, an der Einmündung seines linken Nebenflusses Ouère, etwa 20 Kilometer (Fahrtstrecke) nordwestlich von Thouars bzw. 50 Kilometer südwestlich von Saumur.

## Bevölkerungsentwicklung
| Jahr      | 2006  | 2010  |
| Einwohner | 1.592 | 1.602 |

## Geschichte
Über die Geschichte von Argenton ist nicht viel bekannt. Wichtigste historische Begebenheit ist der Aufenthalt König Ludwigs XI. im November und Dezember des Jahres 1481 im nahegelegenen Schloss, in welchem – 30 Jahre später – auch sein Berater und der seines Sohnes Karl VIII., der Chronist Philippe de Commynes (um 1447–1511) verstarb. Dieses Schloss wurde im Vendée-Krieg zerstört.
Am 1. September 2006 schlossen sich die bis dato eigenständigen Gemeinden Argenton-Château, Boësse und Sanzay zur neuen Gemeinde Argenton-les-Vallées zusammen.
Die Gemeinde Argenton-les-Vallées gehörte zum Arrondissement Bressuire und zum Kanton Mauléon. Am 1. Januar 2016 wurde aus den früheren Gemeinden La Chapelle-Gaudin, Argenton-les-Vallées, Le Breuil-sous-Argenton, La Coudre, Moutiers-sous-Argenton und Ulcot die Commune nouvelle Argentonnay gebildet.

## Sehenswürdigkeiten

### Portal der Kirche Saint Gilles

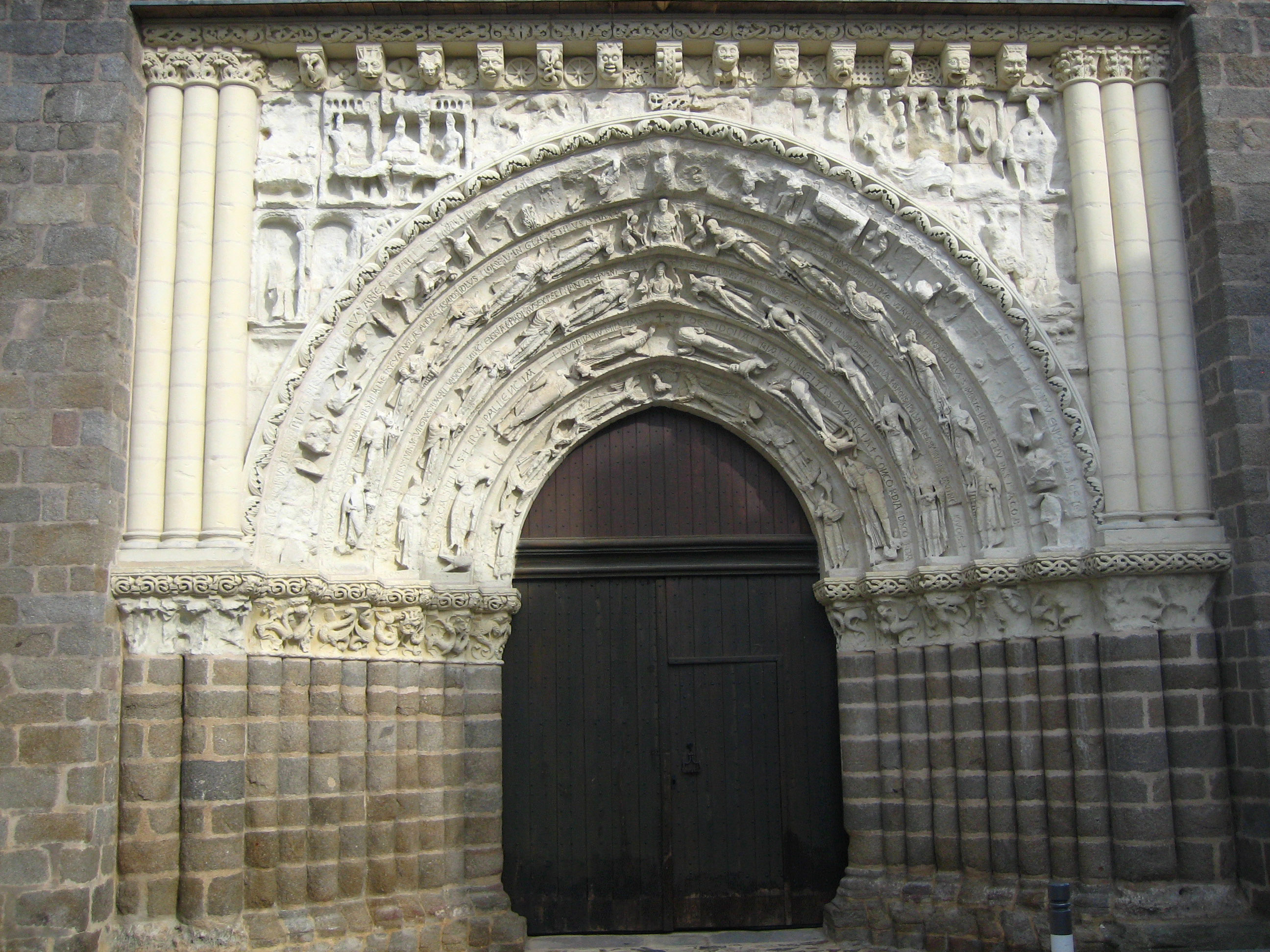
Portal der Kirche Saint-Gilles in Argenton-le-Château

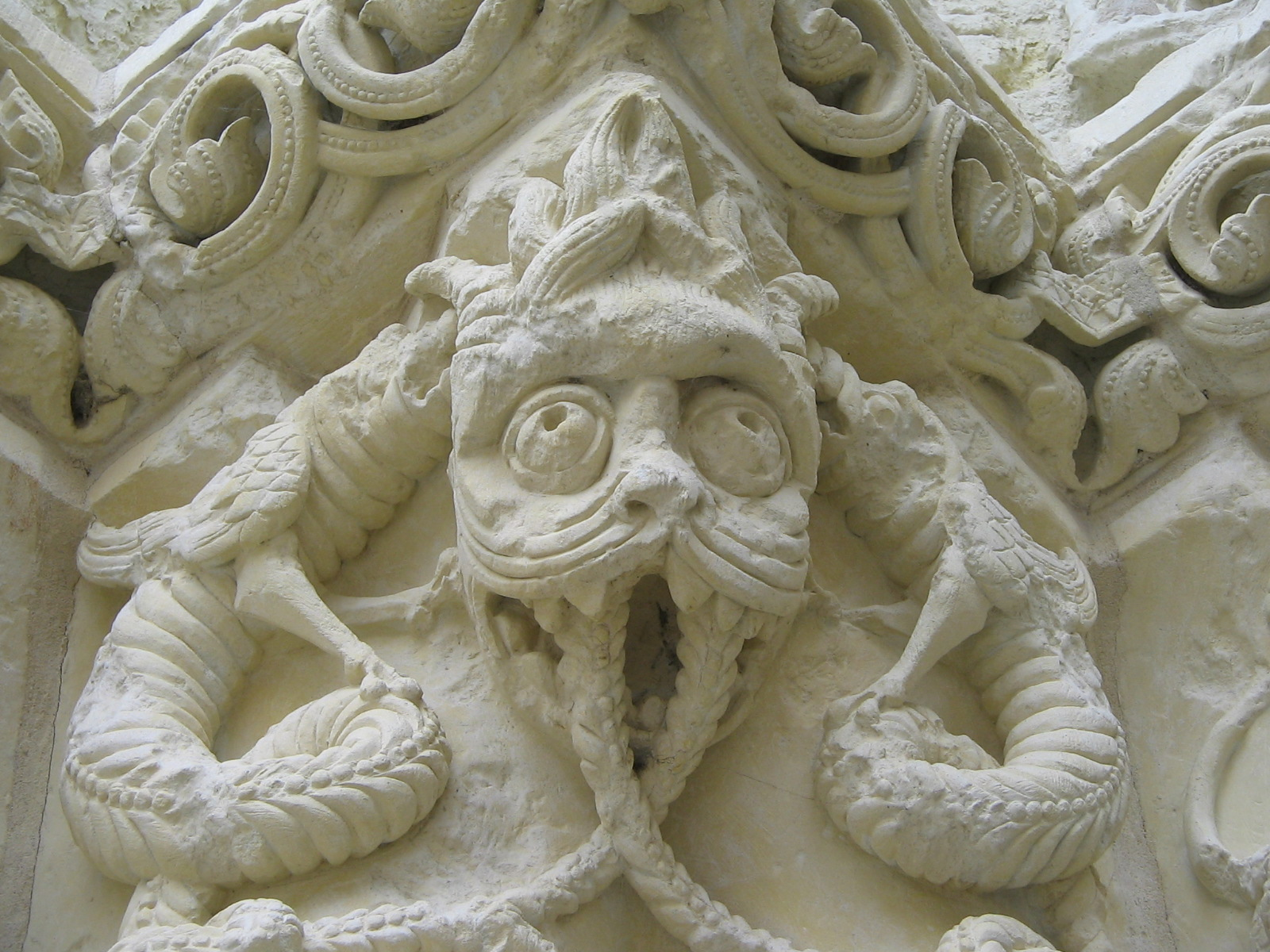
Detail des Portals

Die im 16. Jahrhundert neu erbaute Kirche Saint-Gilles in Argenton-le-Château war ehedem eine Prioratskirche der Abtei Saint-Jouin-de-Marnes. Sie hat ein außergewöhnliches, seit 1907 als Monument historique anerkanntes, poitevinisches Portal des 12. Jahrhunderts, das – wie im Poitou, aber auch in anderen Regionen Südfrankreichs üblich – kein Tympanon hat. In den Bogenläufen (Archivolten) entfaltet sich jedoch ein reichhaltiges ikonographisches Programm, das mit den Portalen von Civray und Aulnay nicht nur mithalten kann, sondern sie in der Anzahl der Archivolten und in der künstlerischen Ausführung sogar noch übertrifft:
- Die innere Archivolte zeigt schlanke Engelsfiguren, die eine Mandorla in Händen halten, wie es bei zeitgenössischen Darstellungen der Himmelfahrt Christi häufiger zu sehen ist; die Köpfe der Engel und die Christusfigur in der Mandorla wurden wahrscheinlich in der Revolutionszeit abgeschlagen.
- Im zweiten Bogenlauf finden sich Darstellungen von Rittern, die ihr Schwert in das Maul eines sich am Boden windenden Unholds stecken; damit noch nicht genug – auch die Spitze ihres Schildes drückt sich in den Hals des 'Armen Teufels'. Die Szenerie ist als Kampf der Tugenden (miles christianus) gegen die Laster zu deuten – einige der Laster werden denn auch durch lateinische Inschriften bezeichnet (z. B. avaricia = Geiz oder ira = Zorn).
- Die dritte Archivolte ist dem Gleichnis von den klugen und törichten Jungfrauen (Mt 25,1-13 EU) gewidmet. In der Mitte der thronende Christus in einer Mandorla.
- Der vierte Bogenlauf zeigt die 12 Apostel – auch hier thront in der Mitte Christus in einer Mandorla.
- Im fünften und äußeren Bogen finden sich die ebenfalls beschrifteten – aber leider arg zerstörten – 12 Tierkreiszeichen und die dazugehörigen Monatsarbeiten.

### Sonstige Sehenswürdigkeiten

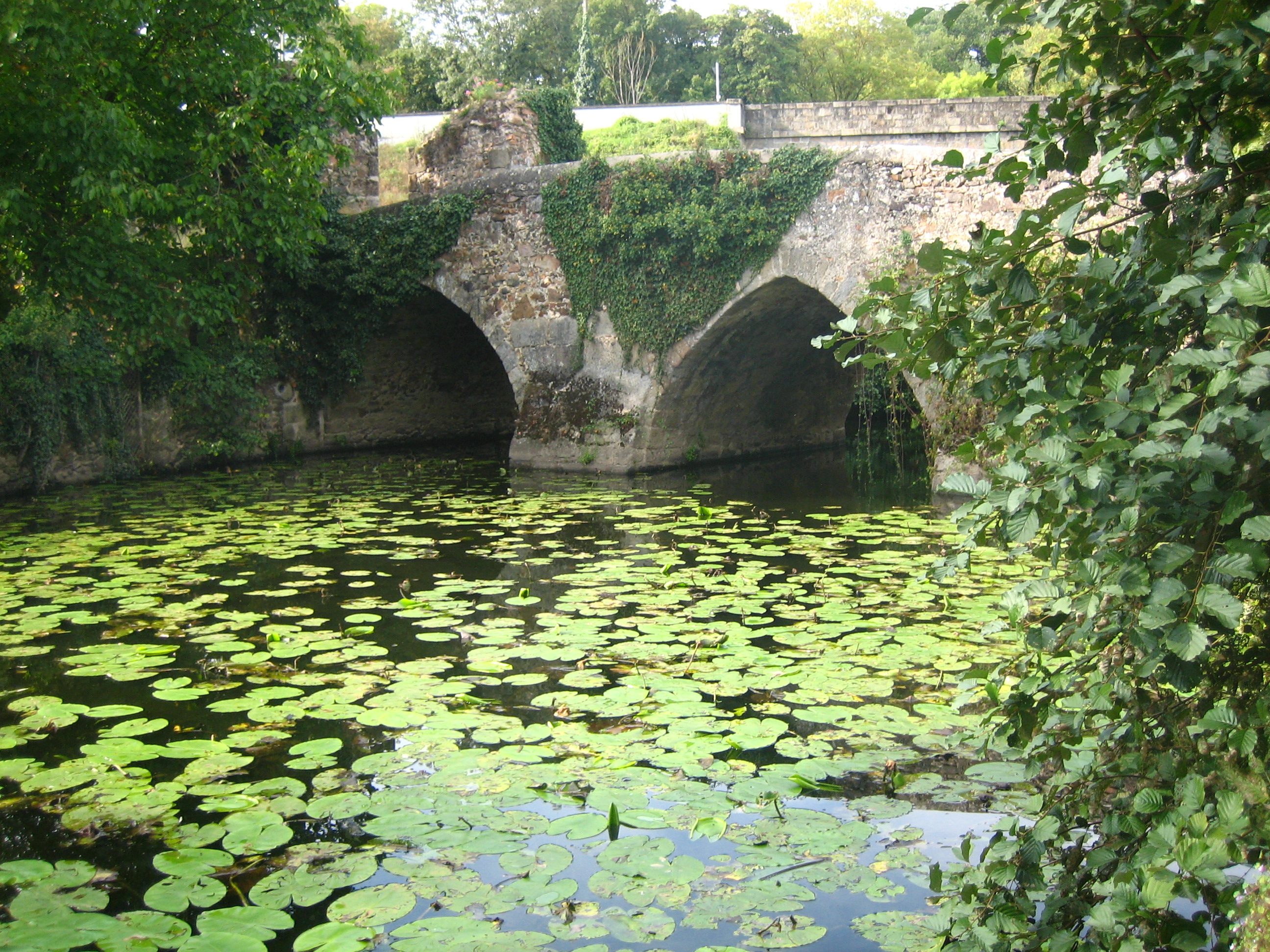
Pont Cadoret

- Die Ruinen der seit 1930 als Monument historique[2] klassifizierten Burg (château) von Sanzay (13.–16. Jahrhundert) mit einem eindrucksvollen spätmittelalterlichen Donjon wurden in den Jahren 1998–2003 gründlich untersucht, gesichert und mit einem neuen Dach versehen. Im Innern hat sich die ehemalige Burgkapelle erhalten.
- Der Pont Cadoret, eine dreibogige – zur Mitte hin leicht ansteigende – mittelalterliche Brücke, überquert das Flüsschen Ouère und ist seit 1931 als Monument historique[3] eingestuft.
- Die Burgkapelle der nahezu komplett verschwundenen Burg von Argenton-le-Château steht ebenfalls unter Denkmalschutz und ist seit 1929 als Monument historique[4] eingetragen.
- Ein schönes Exemplar der ansonsten auch in Frankreich selten gewordenen Windmühlen steht etwas außerhalb an der D 759 in Richtung Aubiers.

## Gemeindepartnerschaften
- Commines-Warneton (Belgien)